# Kwun Tong
Kwun Tong (en chino tradicional, 觀塘區; Yale cantonés, Gūntòhng kēui) es uno de los 18 distritos de la ciudad de Hong Kong, República Popular China. Está ubicado en la parte sureste de la isla de Hong Kong. Su área es de 11 kilómetros cuadrados y su población es de 590.000 (la tercera más grande).
Desde la Dinastía Song, este distrito fue construido en enero de 1982. Sus grandes problemas son la contaminación (es una de las más industrializadas) y la pobreza (22% del total y la más pobre de la ciudad).

## Administración
El distrito de Kwun Tong se divide en 7 distritos menores:
- Kwun Tong (觀塘)
- Ngau Tau Kok (牛頭角)
- Kowloon Bay (九龍灣)
- Sau Mau Ping (秀茂坪)
- Lam Tin (藍田)
- Yau Tong (油塘)
- Lei Yue Mun (鯉魚門)